# Democrito (Ribera)
Democrito è un dipinto ad olio su tela realizzato nel 1630 da Jusepe de Ribera e attualmente conservato al Museo del Prado di Madrid. Si ritiene si tratti di una raffigurazione del filosofo greco antico Democrito.

## Storia
Sebbene la tradizione abbia sempre riconosciuto il personaggio rappresentato come Archimede, a causa del compasso che tiene in mano e dei fogli che, posizionati attorno alla figura, mostrano dei disegni di figure geometriche, nel 1962 la storica dell'arte Delphine Fitz Darby ha proposto di identificarlo come Democrito, per via dello schietto sorriso che mostra (difatti Democrito è noto come il "filosofo che ride"). Potrebbe anche trattarsi dell'opera contrassegnata come Filosofo col compasso, dipinto di cui sarebbe sconosciuta l'attuale collocazione e che avrebbe fatto parte della collezione di Fernando Afán de Ribera, duca di Alcalá, principale committente dell'artista tra il 1629 e il 1631. In ogni caso, che si tratti di Archimede o di Democrito, è comunque possibile considerare la tela il più antico dei dipinti di Ribera che compongono la serie dei Filosofi, commissionata interamente dal duca di Alcalá.
La prima testimonianza documentata dell'opera la colloca al Monastero dell'Escorial nel 1764, da cui sarebbe stata successivamente trasferita per raggiungere la sua attuale sistemazione al Prado.

## Descrizione
Il filosofo è ritratto a mezzo busto e indossa degli stracci, come se fosse un mendicante; tiene nella mano destra un compasso, mentre la sinistra impugna delle carte dove sono visibili alcuni simboli geometrici. Sul dorso del libro, in basso a sinistra, si trovano la firma e la data (si legge, infatti, "Jusepe de Ribera español / F 1630"). Il dipinto è stato tagliato sul lato destro. 
Il suo volto sorridente, caratterizzato da rughe marcate, e le sue mani ossute e affusolate costituiscono il fulcro dell'intera composizione e sono resi con grande esattezza e naturalismo. La luce entra da sinistra, inondando il corpo del filosofo: questa, insieme ad un alone di pittura più leggera attorno alla testa e allo sfondo neutro, è in grado di esaltare la sua figura, donando ad essa maggiori prospettiva e realismo. Si ritiene che Ribera abbia avuto un modello in posa per la sua tela, presumibilmente qualche anonimo individuo trovato in strada; anche se non si trattava di un nobile o di un re, decise di ritrarlo con pari dignità.
Lo storico dell'arte Nicola Spinosa definisce il Democrito, nel suo volume dedicato a Ribera, "un vero ritratto di un popolano qualunque trovato nelle viuzze della Napoli vicereale, nel quale il pittore ha saputo catturare con precisione i segni dell'antica origine greco-levantina, inseriti in un contesto di irriducibile vitalità e di umanità tipicamente mediterranea".